# Носенко, Виктор Иванович
Виктор Иванович Носенко (укр. Віктор Іванович Носенко; род. 22 декабря 1957, Нежин, Черниговская область) — советский и украинский военачальник, контр-адмирал. Командовал тральщиком «Разведчик» и Южной военно-морской базой Украины (2003—2004).

## Биография
В 1980 году окончил Высшее военно-морское училище имени М. В. Фрунзе в Ленинграде. С 1980 года по 1990 год служил на Черноморском флоте ВМФ СССР на различных должностях. В середине 1980-х как старший лейтенант командовал кораблём БТ-143. Являлся командиром военной части и командиром морского тральщика «Разведчик», участвовал в боевом тралении мин.
14 мая 1990 года в Красном море в район архипелага Дахлак «Разведчик» под командованием капитана 3-го ранга Носенко выполнял конвоирование танкера «Интернационал» и был атакован четырьмя катерами Народного фронта освобождения Эритреи. В ходе перестрелки был ранен в ногу гидроакустик старшина 2-й статьи Игорь Швец, а старшина 1-й статьи Александр Невзрачный потопил один из вражеских катеров. Бой продлился 8 минут, экипаж израсходовал четыре с половиной из шести тонн боезапаса, имевшегося на борту. 17 членов экипажа корабля были награждены орденами и медалями, а сам корабль был награждён Вымпелом Министерства обороны СССР «За мужество».
Приказом Главнокомандующего ВМФ без сдачи экзаменом Носенко был зачислен в военно-морскую академию имени Н. Г. Кузнецова в Ленинграде. По окончании академии стал капитаном 2-го ранга и служил в качестве заместителя начальника штаба 1-й бригады. После распада СССР принял решение продолжить службу в рядах ВМС Украины. В 1997 году, при разделе Черноморского флота участвовал в приёме тральщика «Разведчик» в состав украинского флота, где он получил название «Черкассы». Носенко служил начальником штаба Южного морского района, который базировался в посёлке Новоозёрное. Участвовал в формировании 5-й бригады охраны водного района.
В 2003 году капитан 1-го ранга Виктор Носенко стал командующим Южного морского района, который во время его руководства был преобразован в Южную военно-морскую базу Украины. В конце 2004 года он стал начальником Севастопольского военно-морского института имени П. С. Нахимова. В 2006 году ему было присвоено звание контр-адмирал. С 2006 года помогал в организации парусной регаты «Кубок Крыма». С 2007 года по 2010 года — заместитель командующего ВМС Украины по боевой подготовке. В августе 2008 года стал командиром международных учений «Блэксифор». В мае 2010 года руководил проведением российско-украинских учений «Фарватер мира», а в июле американо-украинскими учениями «Си Бриз». После являлся доцентом кафедры судуходства в академии военно-морских сил имени П. С. Нахимова в Севастополе. В 2012 году вошёл в состав правления клуба адмиралов и генералов ВМС Украины. В январе 2013 года избран председателем общественной организации «Ветераны Военно-морских сил Украины».
После аннексии Крыма Россией принял российское гражданство. Старший преподаватель кафедры «Судовождения и морской безопасности» ЧВВМУ имени П. С. Нахимова.

## Награды
- Орден Красной Звезды (1990)
- Почётная грамота Президиума Верховного совета Автономной Республики Крым (2010)[14]